# Paweł Jabłoński
Paweł Jabłoński (ur. 25 stycznia 1986 w Opolu) – polski prawnik, urzędnik państwowy i polityk, adwokat, w latach 2019–2023 podsekretarz stanu w Ministerstwie Spraw Zagranicznych, w 2023 sekretarz stanu w tym resorcie, poseł na Sejm X kadencji.

## Życiorys
Pochodzi z Raciborza. W 2010 ukończył studia prawnicze na Wydziale Prawa i Administracji Uniwersytetu Warszawskiego. Kształcił się też w szkole prawa hiszpańskiego i europejskiego prowadzonej przez Universidad de Castilla-La Mancha oraz Uniwersytet Warszawski. W 2015 uzyskał uprawnienia adwokata. Od 2016 do 2018 sprawował funkcję zastępcy rzecznika dyscyplinarnego Izby Adwokackiej w Warszawie. Praktykował w kancelariach prawniczych, był też analitykiem w Instytucie na rzecz Kultury Prawnej Ordo Iuris.
W 2018 został doradcą premiera Mateusza Morawieckiego, później objął stanowisko wicedyrektora Departamentu Koordynacji Projektów Międzynarodowych w KPRM. Pełnił również funkcję wiceprzewodniczącego rady nadzorczej spółki Enea. W lutym 2019 wszedł w skład rady Instytutu Europy Środkowej. W wyborach w 2019 kandydował do Sejmu w okręgu katowickim z listy Prawa i Sprawiedliwości (otrzymał 1362 głosy).
W listopadzie 2019 został powołany na stanowisko podsekretarza stanu w Ministerstwie Spraw Zagranicznych. Powierzono mu sprawy dotyczącej współpracy ekonomicznej i rozwojowej oraz prawa Unii Europejskiej, w późniejszym okresie także kwestie Afryki i Bliskiego Wschodu oraz prawno-traktatowe. W 2020 został też pełnomocnikiem rządu do sprawa Inicjatywy Trójmorza. Wstąpił do Prawa i Sprawiedliwości. W wyborach parlamentarnych w 2023 uzyskał mandat posła X kadencji, startując z drugiego miejsca listy PiS w okręgu rybnickim i zdobywając 22 996 głosów. W związku z tym wyborem w listopadzie tego samego roku przeszedł na stanowisko sekretarza stanu w MSZ, które zajmował do grudnia 2023.
Od grudnia 2023 do lutego 2024 był członkiem sejmowej komisji śledczej ds. wyborów korespondencyjnych z ramienia klubu parlamentarnego Prawo i Sprawiedliwość. Został z niej wykluczony z uwagi na prawdopodobieństwo osobistego udziału w przygotowaniu wyborów prezydenckich w Polsce w 2020 w formie głosowania korespondencyjnego, polegające na konsultacjach z Michałem Dworczykiem dotyczących uchylenia decyzji premiera Mateusza Morawieckiego w sprawie tych wyborów. W październiku 2024 wszedł w skład komitetu wykonawczego PiS. W tym samym roku został członkiem zarządu Fundacji Kolegium Europy oraz wiceprezesem Stowarzyszenia About Polska.

## Odznaczenia
- Krzyż Uznania III klasy – 2023, Łotwa[18][19]